# Sangaris sexmaculata
Sangaris sexmaculata är en skalbaggsart som beskrevs av Monné 1993. Sangaris sexmaculata ingår i släktet Sangaris och familjen långhorningar. Inga underarter finns listade i Catalogue of Life.